# بينسون شيلونجو
بينسون شيلونجو (بالإنجليزية: Benson Shilongo) (18 مايو 1992 في ناميبيا - ) هو لاعب كرة قدم ناميبي في مركز الهجوم، يلعب لصالح النادي الإسماعيلي. شارك مع منتخب ناميبيا لكرة القدم. أما مع النوادي، فقد لعب مع United Africa Tigers ‏.

## روابط خارجية
- بينسون شيلونجو على موقع قاعدة بيانات كرة القدم.إي يو (الإنجليزية)
- بينسون شيلونجو على موقع ناشيونال فوتبول تيمز (الإنجليزية)
- بينسون شيلونجو على موقع Soccerway.com (الإنجليزية)
- بينسون شيلونجو على موقع عالم كرة القدم.نت (الإنجليزية)